# Fântâna Mare
Fântâna Mare é uma comuna romena localizada no distrito de Suceava, na região de Moldávia. A comuna possui uma área de 32.80 km² e sua população era de 2672 habitantes segundo o censo de 2007.